# 新ソムリエ 瞬のワイン
『新ソムリエ 瞬のワイン』（しんソムリエ しゅんのワイン）は、原作：城アラキ、漫画：志水三喜郎、監修：堀賢一による日本の漫画。集英社の雑誌『MANGAオールマン』に連載された。ソムリエにしてワイン生産者の北村瞬を主人公とする。単行本は全8巻（絶版）、文庫本は全6巻。

## 概要
かつて「最高のソムリエ」と謳われた北村瞬が、ワインへの情熱とワイン業界への絶望そして亡き妻への想いの狭間で、ソムリエとして多くの人々と接するストーリー。原作者・監修者を同じくする『ソムリエ』と同様にワインへの接し方やソムリエとしてのサービスの心構えが描かれているが、ワイン業界への批判がより前面に出ている。『ソムリエ』と同じく監修の堀賢一によるコラム「ワインの自由」もある。

## 登場人物
北村 瞬（きたむら しゅん）
主人公のソムリエ。ブルゴーニュのドメーヌで醸造責任者をつとめた経験を持つ。当初はワイン業界やワインを取り巻く状況に絶望し、またワインに傾倒しすぎたため妻の最期を看取れなかったことを悔やんでいた。ワインへの情熱と久世慎次の熱意によってレストラン「アストラル」で再びソムリエとして働くことを決意をする。
ワインの知識が豊富。銘柄や味わいについてのみならずワイン業界や政治経済などワインに関する事柄全般について、ソムリエと生産者の2つの立場からの深い知識を持つ。
子供の頃に両親を事故で亡くす。親の親友であった久世宗太郎に引き取られ、そこで慎次とは親友となり、またワインに触れる機会を持った。
ソムリエとして活躍するも生産者としての夢も持ち続け、作中ではワイナリーを手伝い、そこで自分の畑を持とうともした。
永瀬 なつみ（ながせ なつみ）
レストラン「アストラル」の若きシェフ。最初は一料理人だったが、予定していたシェフが偽者だったため、急遽抜擢された。経験は浅いが努力家。瞬に好意を持つ。父親も料理人。
久世 慎次（くぜ しんじ）
KUZEフーズの新規事業部長にして「アストラル」支配人。熱血漢。ワインから離れて放浪していた瞬を偶然香港で見つけ、瞬をワインの世界に引き戻した幼馴染。KUZEフーズ社長の宗太郎の次男。交通事故で死んだ兄のように父に認められたい気持ちを抱く。
清水（しみず）
国立大学卒でKUZEフーズに正社員として入社するも「アストラル」のウェイターに配属される。作中ではコメディリリーフに位置する。恋人はUCSBに留学中。作品後半でソムリエ資格を取得した。
宮本 愛（みやもと あい）
山梨県勝沼町の宮本ワイナリーのひとり娘。ワイン作りに没頭する父が病弱な母を死に至らしめたと考えて憎み、家出して偶然瞬と出会う。宮本親子との出会いが瞬に「自分のワイン」への熱意を再燃させる。
宮本 宗吉（みやもと そうきち）
宮本ワイナリーのオーナー。飲み手の人生を変えるようなワインを作ろうとしている。品質を求めるあまり利益が出ず、妻の病気治療費に回せなかった。そのことで娘の愛に憎まれる。
レポール・スミス
有名なワインコレクター。アメリカ東部の名家の出身。金融ビジネスで莫大な財をなした。世界の文化人やワイン通を招待する「スミス・パーティ」を25年のあいだ主催。今回のパーティではゲームと称してブラインドテイスティングが繰り返しおこなわれる。パーティ会場であるクルーズ客船には8万本のワインを保管するセラーが供えられている。
前野 和一（まえの かずいち）
スミス・パーティに招待された新進気鋭の日本人画家。「赤の魔術師」「赤の前野」と呼ばれ、世界的成功の利益でレアワインを収集している。
ロベルト・バルガー
スミス・パーティの招待客で世界的なワイン評論家。ロバート・パーカーのようにワインを点数（100点満点）で評価する。
アビ・イシュタル
スミス・パーティの招待客でワインコレクターにして投資家。ワインを投機の一対象としか見ていない。ワインが嫌い。
ジョルジュ・バルト
スミス・パーティの招待客で著名な醸造コンサルタント。ミシェル・ロランやヘレン・ターリーのように世界中のワイナリーを相手にアドバイス業を行なう。
マッテラン大統領
スミス・パーティに予定外で訪れたフランス大統領。ミッテラン大統領と同じく相続税率を引き上げ、家族経営の零細ワイナリーに打撃を与えた。
アンドロア・レイノルズ・ウエイン
スミス・パーティの招待客で有名な作曲家。自らのワインコレクションのラベルにイニシャルを書き入れて付加価値を付けたうえで、アンドルー・ロイド・ウェバーのようにオークションに出品し利益を得た。
ジャン・ラック・プルトー
スミス・パーティの招待客で3つ星レストランのソムリエ。神の舌を持つ。ワインに対して愛憎入り混じった感情を抱いている。
マーヴィン・ラッセン
ワイン専門誌『ワインエクスプローラ』の代表。この雑誌は『ワインスペクテータ』誌と同じように点数（100点満点）でワインを評価する。「アストラル」で瞬の点数評価への批判を耳にし対峙する。
ロバート・ラッセン
『ワインエクスプローラ』の創刊者でマーヴィンの父。点数至上の風潮に懐疑的になっている。
久世 宗太郎（くぜ そうたろう）
KUZEフーズ社長。慎次の実父であり瞬の養父。瞬のことは実の子供のように思っている。レストラン事業に関しては慎次や瞬に対しても経営者として厳しく接する。
村松 了生（むらまつ りょうせい）
KUZEフーズの筆頭株主にして会長。財界の食通としても有名。瞬に出張サービスを頼み、瞬を気に入る。
マダム・ローランサン
瞬がかつて醸造責任者を務めたブルゴーニュのドメーヌのオーナー。
北村 麗子（きたむら れいこ）
瞬の亡き妻。病身であったが、瞬のワインへの情熱を理解しフランス行きを薦めた。瞬が渡仏中に死亡。

## 単行本
SCオールマン
1. 2000/04 ISBN 4-08-878293-3
2. 2000/10 ISBN 4-08-878311-5
3. 2001/03 ISBN 4-08-878329-8
4. 2001/07 ISBN 4-08-878343-3
5. 2001/12 ISBN 4-08-878354-9
6. 2002/02 ISBN 4-08-878363-8
7. 2002/04 ISBN 4-08-878367-0
8. 2002/09 ISBN 4-08-878382-4

集英社文庫
1. 2009年2月18日 ISBN 978-4-08-618852-4
2. 2009年2月18日 ISBN 978-4-08-618853-1
3. 2009年3月18日 ISBN 978-4-08-618854-8
4. 2009年3月18日 ISBN 978-4-08-618855-5
5. 2009年4月17日 ISBN 978-4-08-618856-2
6. 2009年4月17日 ISBN 978-4-08-618857-9

## 関連作品

### ソムリエ
『ソムリエ』は天才ソムリエ佐竹城を主人公とする漫画。原作：城アラキ、漫画：甲斐谷忍、監修：堀賢一。集英社の雑誌『MANGAオールマン』に連載された。単行本は全9巻、文庫本は全6巻。稲垣吾郎主演によってテレビドラマ化された。

### ソムリエール
『ソムリエール』は、樹カナを主人公とする漫画。原作：城アラキ、漫画：松井勝法、監修：堀賢一。集英社の雑誌『ビジネスジャンプ』に連載。